# Maurice Verbaet
Maurice François Prudent Verbaet (Moerbeke-Waas, 23 januari 1883 – Kapellen, 26 augustus 1957) was een Belgisch Advocaat en politicus voor het  Katholiek Verbond van België en de CVP.

## Levensloop
Verbaet werd doctor in de rechten en licentiaat in de politieke en sociale wetenschappen aan de Katholieke Universiteit Leuven. Hij was advocaat aan en stafhouder van de balie van Antwerpen. Na de Eerste Wereldoorlog was hij een tijdlang krijgsauditeur en hij was eveneens rechter bij de rechtbank van eerste aanleg in Antwerpen.
Hij kwam in september 1944 als Minister van Justitie voor de Katholieke Partij in de eerste naoorlogse regering onder leiding van Hubert Pierlot en bleef op die post tot in januari 1945. Tijdens zijn ministerschap woedde volop de Repressie. Het bestraffingsbeleid werd gekenmerkt door chaotische toestanden. Wel probeerde hij het aantal geïnterneerden te beperken.
Hij was van 1946 tot 1954 lid van de Belgische Senaat als rechtstreeks gekozen senator voor het arrondissement Antwerpen, voor de inmiddels tot CVP herdoopte Katholieke Partij.

## Eretekens
- Grootofficier, ridder en commandeur in de Leopoldsorde
- Commandeur in de Kroonorde
- Eerste klas Burgerlijke Medaille
- Ridder in de orde van het Legioen van Frankrijk
- Ridder in de orde van het Britse Rijk
- Oorlogskruis 1914 - 1918